# Ханс Вернер Рихтер
Ханс Вернер Рихтер (на немски: Hans Werner Richter) е германски поет, белетрист и есеист, роден в Ной Залентин, област Померания. Широка известност и световно признание му донася създаването на „Група 47“, литературно сдружение в Германия на писатели и критици, творили след Втората световна война.

## Биография
Ханс Вернер Рихтер е роден на немско-полския остров Узедом в Балтийско море като син на рибар. На 16 години започва тригодишно обучение като книжар в Свинемюнде и след като го завършва, работи като като книжарски помощник в Берлин.
През 1930 г. Рихтер постъпва в Комунистическата партия на Германия, от която е изключен след две години като троцкист. През 1933 г. става свидетел на нацистки марш на полето Темпелхоф в Берлин и възобновява общуването си с нелегалната компартия, като се опитва да създаде група за съпротива. Когато това не му се удава, избягва с приятелката си в Париж. В емиграция Ханс Вернер Рихтер изпада в безизходно финансово положение.
След завръщането си в Германия през 1934 г. Рихтер работи като книжар и редактор в Берлин, а също развива подмолна политическа дейност. През 1940 г. е арестуван от Гестапо, но след като не се доказва, че е ръководител на нелегална пацифистка група младежи, е пратен на фронта, където воюва до 1943 г.
От 1943 до 1946 г. Ханс Вернер Рихтер е военнопленник в САЩ. През пролетта на 1945 г. започва да издава литературното списание
„Дер Руф“ („Призив“). През 1946 г. се завръща в Германия и заедно с Алфред Андерш продължават издаването на „Дер Руф“ с подзаглавие „Независим орган на младото поколение“. Програмата му предвижда политическо обновление на Германия в тясно сътрудничество с младите сили на Европа. Списанието се обявява за независима демокрация в страната, критикува съществуващите партии и политическите спекулации, напада разпоредбите на окупационните сили. На следващата година американските окупационни власти забраняват списанието, тогава Ханс Вернер Рихтер заедно със сътрудниците си сформира свободното литературно сдружение „Група 47“

## Ханс Вернер Рихтер и „Група 47“
„Група 47“ е житейското дело на Ханс Вернер Рихтер. Тя се оформя като приятелски и дискусионен кръг без определена политическа и естетическа платформа. Въпреки това избира своите членове по неписан морално-политически принцип – на заседанията ѝ, провеждани 2 пъти годишно, Ханс Вернер Рихтер кани само писатели, които не са заподозрени в милитаристични, нацистки или крайно консервативни убеждения. В художествено отношение „Група 47“ проявява толерантност към всички стилистични направления. В началото повечето писатели се стремят към прост, но изразителен реализъм, пример за който са разказите и романите на Хайнрих Бьол. С течение на годините се установяват по-големи различия в творческите методи – през 1950-те години с наградата на „Група 47“ са отличени разказите на Мартин Валзер, силно повлияни от стила на Кафка, а също изтънчената проза на Илзе Айхингер, херметичните стихове на Ингеборг Бахман, както и първата глава от романа на Гюнтер Грас „Тенекиеният барабан“. Сред поканените от Ханс Вернер Рихтер вече има и чуждестранни писатели, критици и други гости. За дълги години „Група 47“ е най-авторитетният литературен форум във Федералната република.

## Награди и отличия
- 1951: „Награда Фонтане“
- 1952: Награда „Рене Шикеле“
- 1972: Културната награда на Германските профсъюзи
- 1978: Доктор хонорис кауза на университета в Карлсруе
- 1979: Федерален орден за заслуги
- 1986: „Награда Андреас Грифиус“
- 1986: „Голяма литературна награда на Баварската академия за изящни изкуства“
- 1992: Културната награда на Померания